# 아니타 스튜어트

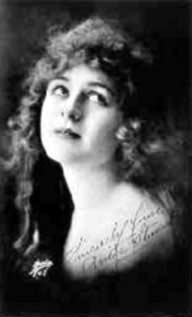

아니타 스튜어트(Anita Stewart, 1895년 2월 7일 ~ 1961년 5월 4일)는 미국의 배우, 영화 프로듀서, 영화배우이다.
브루클린에서 태어났으며 로스앤젤레스에서 사망하였다. 사인은 심근 경색이다. 포리스트 론 메모리얼 파크에 매장되었다.

## 영화
- 그레이트 화이트 웨이 (1924년)
- 더 러버 파이커 (1923년)